# Anhammus
Anhammus es un género de escarabajos longicornios de la tribu Lamiini.

## Distribución
Se distribuye por Asia.

## Especies
- Anhammus aberrans Ritsema, 1881
- Anhammus dalenii (Guérin-Ménéville, 1844)
- Anhammus luzonicus Breuning, 1982